# Ted White (doble de cine)
Alex Bayouth (Krebs, Oklahoma, 25 de enero de 1926 - California, 14 de octubre de 2022) conocido profesionalmente como Ted White, fue un actor y doble estadounidense, cuyo papel más popular fue interpretar al enmascarado Jason Voorhees en la cuarta entrega de la saga Viernes 13.

## Biografía
Ted White nació en Krebs, Oklahoma, y creció en Snyder, Texas. Jugó al fútbol americano para la Universidad de Oklahoma.
Comenzó su carrera como actor y doble en el film Arenas Sangrientas de 1949. White interpretó a un Marine y también colaboró como asesor técnico, debido a su experiencia como miembro del Cuerpo de Marines de los Estados Unidos. Ambos roles no fueron acreditados en la película. Allí conoció a John Wayne y comenzó a realizar tareas de doble a partir de 1952.
En su carrera como doble, además del mencionado Wayne, colaboró con Fess Parker, Clark Gable, Lee Marvin y Richard Boone, entre otros. También actuó en varias películas western y en series de TV como Hunter, Daniel Boone, Magnum P. I. y The Rockford Files, generalmente en papeles de policía o militar.
En 1984 White fue seleccionado, debido a su físico y estatura -media 1,93 m.- para interpretar a Jason Voorhees en la cuarta película de la saga Viernes 13.  Aceptó el papel a regañadientes por cuestiones económicas. Disgustado por interpretar a uno de los asesinos más infames de la historia del cine, pidió no ser acreditado en la película por su papel. Recién aparecería en los créditos en la séptima película de la saga, donde se le puede ver en una escena.
White falleció el 14 de octubre de 2022 a los 96 años.

## Filmografía
- 1984: Friday the 13th (part IV): The Final Chapter como Jason Voorhees (sin acreditar)
- 1985: The Spawning 2
- 1988: Friday the 13th (part VII): The new blood, como Jason Voorhees
- 2000-2001: X-Files.
- 2001: Double Take
- 2009: His Name was Jason: 30 Years of Friday the 13th, como él mismo